# Neustadt am Kulm
Neustadt am Kulm är en stad i Landkreis Neustadt an der Waldnaab i Regierungsbezirk Oberpfalz i förbundslandet Bayern i Tyskland.
Staden ingår i kommunalförbundet Eschenbach in der Oberpfalz tillsammans med staden Eschenbach in der Oberpfalz och kommunen Speinshart.